# دانشگاه ایالتی میسیسیپی

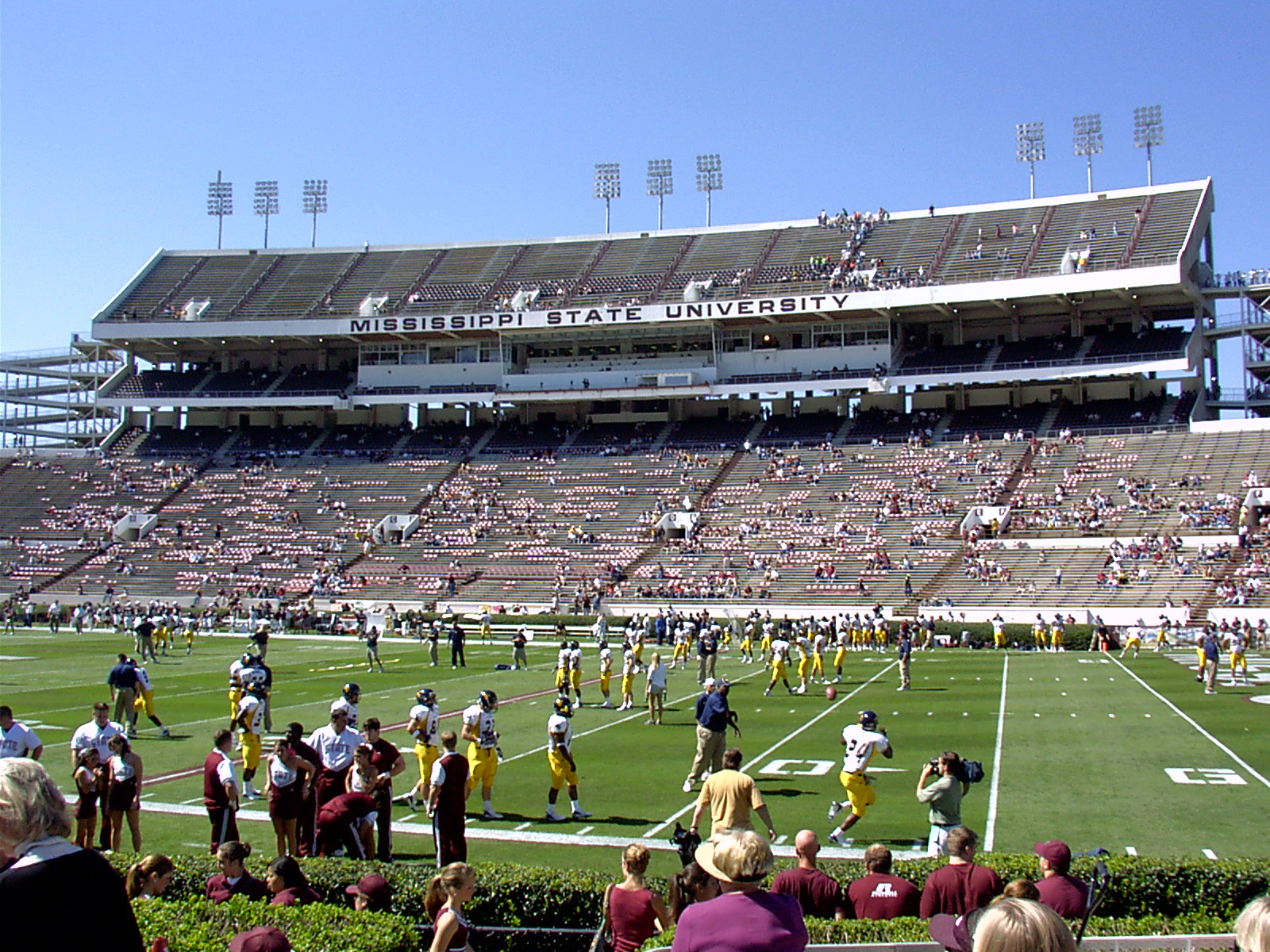
ورزشگاه دانشگاه

دانشگاه ایالتی میسیسیپی (به انگلیسی: Mississippi State University) یک دانشگاه تحقیقاتی دولتی در استارکویل واقع در ایالت میسیسیپی آمریکا است که در سال ۱۸۷۸ میلادی تأسیس شده‌است. این دانشگاه در سال ۲۰۱۶ مبلغ ۲۳۹٫۴ میلیون دلار آمریکا را صرف تحقیق و توسعه نموده‌است. این دانشگاه بزرگترین مرکز آبخیزداری در کل ایالات متحده و جهان است.